# De Soto (Iowa)
De Soto – miasto w Stanach Zjednoczonych, w stanie Iowa, w hrabstwie Dallas.

## Demografia
W 2000 liczyło 1009 mieszkańców. W 2023 liczba mieszkańców spadła do 933 osób, a gęstość zaludnienia poniżej 246 osób/km².